# 陈鹏鸣
陈鹏鸣（？—？），正黄旗人，是一名清朝政治人物。
陈鹏鸣曾于乾隆四十四年接替潘鸣谦任龙岩州知州一职，乾隆四十五年由李炜接任。